# Гірнича рента
Гірнича рента (рос. рента горная; англ. mine rent; нім. Bergbaurente f) — вид ренти, що утворена в процесі видобування корисних копалин. В сумарному виразі вона обмежена терміном повного вироблення родовища, який залежить як від розмірів родовища, так і від продуктивності підприємства. Р.г. виступає у формах диференційної, абсолютної і монопольної ренти. Основною формою є диференційна Р.г. (І і ІІ). Диференційна Р.г. утворюється на найкращих та середніх, за умовами виробництва, ділянках, де забезпечується вища продуктивність праці за рахунок розробки родовищ, що характеризуються сприятливими природними факторами — якістю сировини (вмістом корисних компонентів, корисних та шкідливих домішок; величиною промислових запасів корисних копалин тощо), гірничо-геологічними умовами розробки (товщиною покладів, глибиною залягання, дебітами, гідрогеологічним станом тощо), а також місцеположенням (наближенням до основних пунктів споживання, транспортних магістралей, джерел енергії; освоєністю та кліматичними умовами району тощо). Одержаний в результаті цього додатковий прибуток утворює диференційну Р.г. І, яка привласнюється не розробником родовища, а його власником. Диференційна Р.г. ІІ утворюється за рахунок застосування досконалішої технології видобування та переробки сировини, підвищення технічної озброєності праці тощо. Абсолютна Р.г. являє собою додатковий прибуток, який одержує власник за рахунок перевищення вартості над ціною виробництва, яка приносить звичайну середню норму прибутку на будь-яких, у тому числі, і на гірших родовищах. Монопольна Р.г. одержується з тих ділянок, де видобуваються рідкісні корисні копалини, які продаються за монопольними цінами, що визначаються лише платіжною здатністю споживачів.